# Thomas J. Watson Research Center

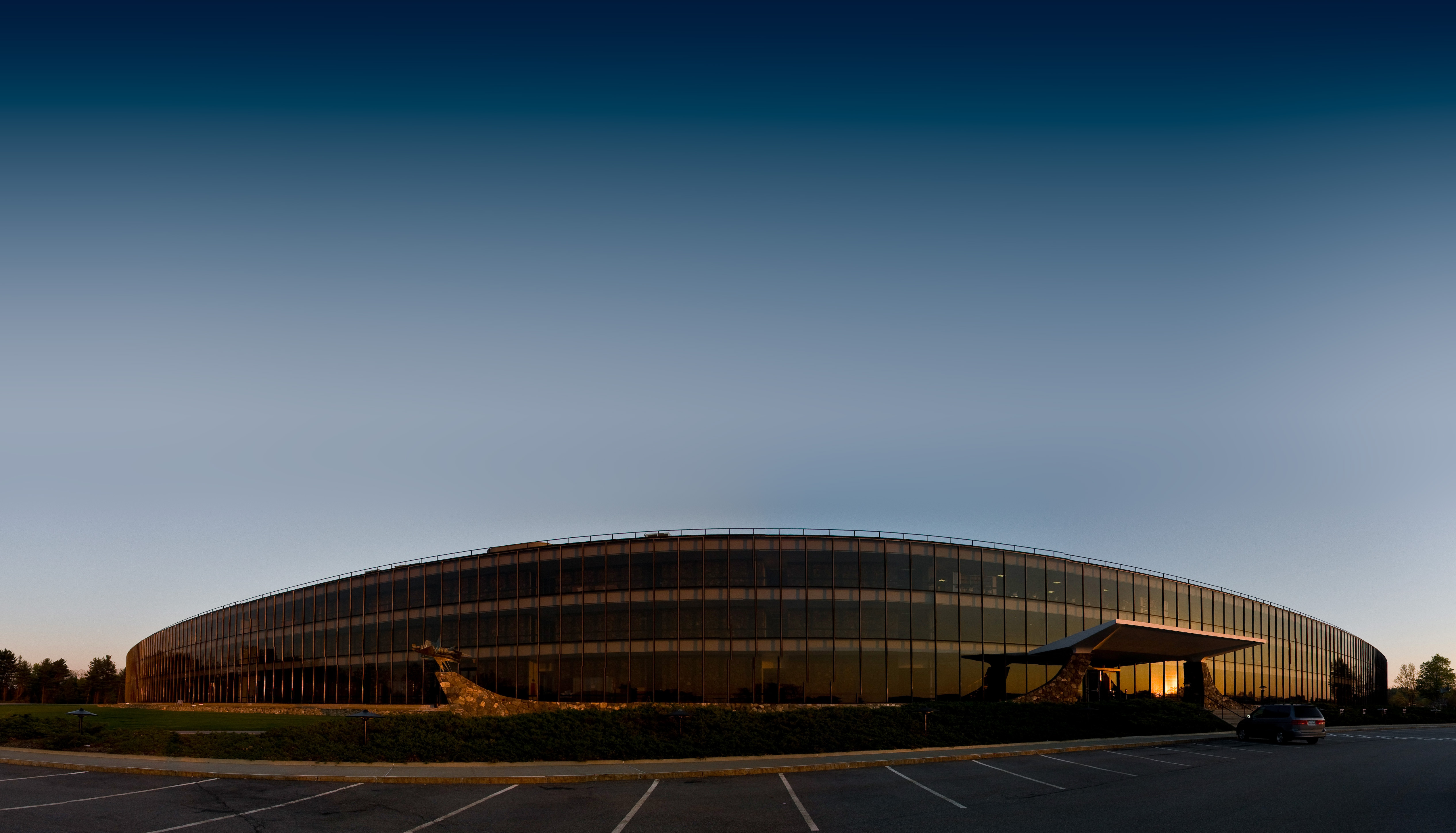
Thomas J. Watson Research Center, bâtiment principal à Yorktown Heights.

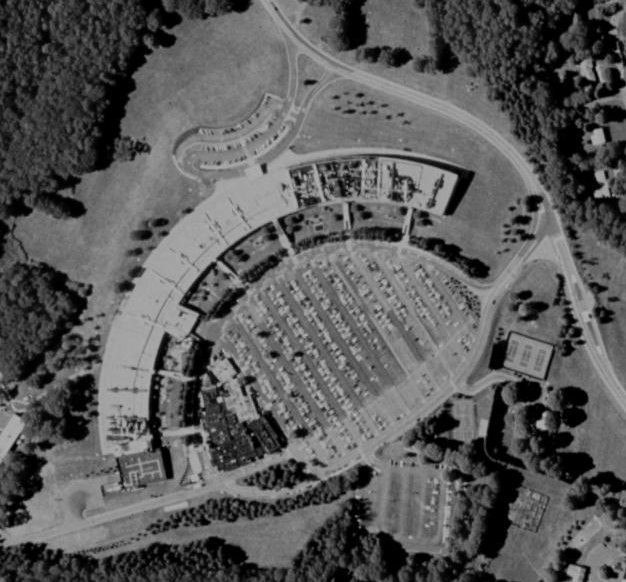
Vue aérienne du bâtiment central, 1993.

Le Thomas J. Watson Research Center est le siège central de la recherche d'IBM avec au total huit laboratoires en six pays.
Il se compose de trois localisations différentes avec quatre ensembles d'imeubles. Le siège est à Yorktown Heights (comté de Westchester, New York), deux autres bâtiments à Hawthorne et un autre à Cambridge (Massachusetts).
Le centre porte les noms de Thomas John Watson sénior et Thomas John Watson junior.

## Historique
Le centre de recherche IBM a été fondé en 1945 auprès de l'université Columbia sous le nom « Watson Scientific Computing Laboratory ». Au début, l'adresse était la 116e rue à New York. En 1953, il s'agrandit vers la 115e rue. En 1961, le centre de recherche est déplacé à Yorktown Heights et occupe depuis 1984 un autre bâtiment à Hawthorne.

## Recherche
Parmi les chercheurs qui travaillent ou ont travaillé au Thomas J. Watson Research Center il y a notamment :
Benoît Mandelbrot,
Maurice Karnaugh,
Mihir Bellare,
Gregory Chaitin,
Rolf Landauer,
James Cooley,
Charles H. Bennett,
Michael O. Rabin,
Erwin Hahn,
Dijen K. Ray-Chaudhuri,
Richard Garwin (qui était un temps directeur du centre),
Dana Scott,
Shmuel Winograd,
Mark Russinovich,
Don Coppersmith,
Robert Dennard,
Clifford Pickover,
Frances Allen,
John Cocke,
Kenneth Iverson,
Wietse Venema,
Harry Markowitz,
Llewellyn Thomas,
Rolf Landauer,
Charles H. Bennett,
Elliott Lieb,
J. B. Gunn,
Leo Esaki.
Le centre Thomas Watson Research Center est aussi connu pour le développement de la série des superordinateurs Blue Gene, au début un superordinateur avec 20 racks de 1 024 processeurs, puis des versions de plus en plus élaborées, avec une performance de 36,01 téraflops et au-delà au test LINPACK.
Une autre application connue du Thomas Watson Research Center est IBM Watson.